# Emanuel Kayser
Friedrich Heinrich Emanuel Kayser ( 26 de marzo de 1845 - 29 de noviembre de 1927) fue un naturalista, micólogo, geólogo y paleontólogo alemán, nacido en Königsberg.
Se educó en Berlín, donde tuvo su grado de PhD en 1870. En 1882 se convirtió en profesor de geología en la Universidad de Marburgo. Kayser dedicó un especial interés en el estudio de fósiles de disntintas épocas y de todas partes del mundo, pero principalmente, las formaciones del Paleozoico, incluidos los de Sudáfrica y de regiones polares, así como del período Devónico en Alemania, Bohemia y otras partes de Europa.

## Trabajos destacados
- (*), Lehrbuch der Geologie (2 volúmenes)
- 1891, Geologische Formationskunde
- 1893, Allgemeine Géologie
- 1892, Beiträge zur Kenntniss der Fauna der Siegenschen Grauwacke

## Honores

### Epónimos
- (Loranthaceae) Agelanthus kayseri (Engl.) Polhill & Wiens[1]
- (Loranthaceae) Loranthus kayseri Engl.[2]
- (Orchidaceae) Bonatea kayseri Rolfe[3]
- (Orchidaceae) Habenaria kayseri Kraenzl. ex Engl.[4]

- La abreviatura «Kayser» se emplea para indicar a Emanuel Kayser como autoridad en la descripción y clasificación científica de los vegetales.[5]